# Pekingopera

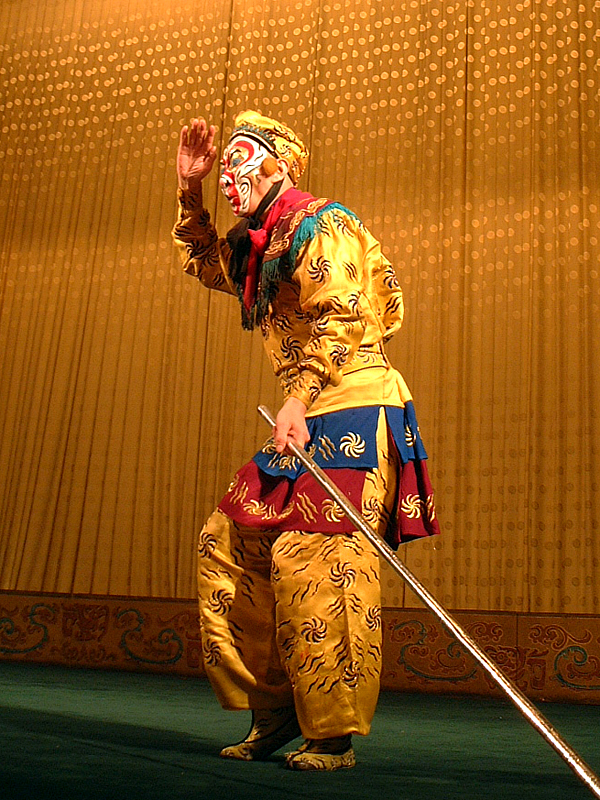
Rollfiguren Kung Markatta i föreställningen Färden till Västern

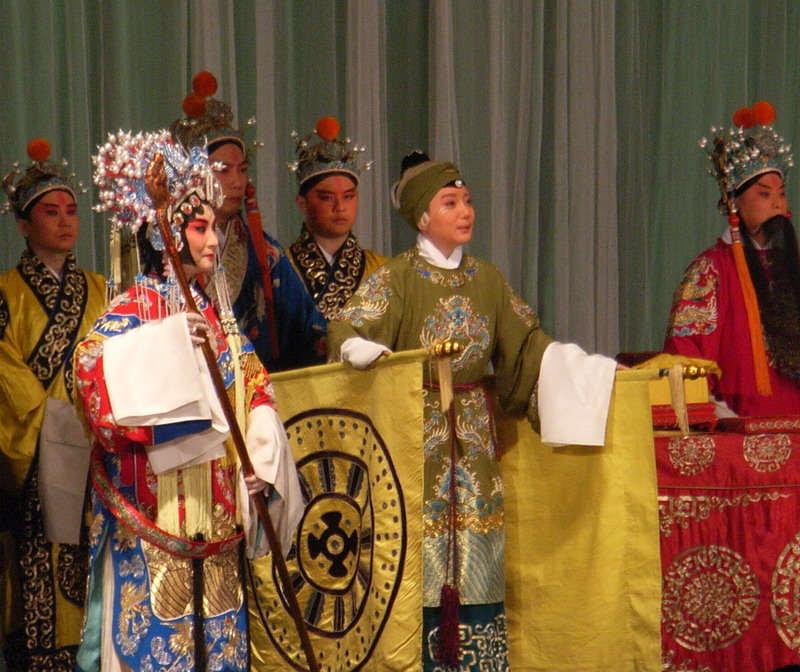
Kvinnoroller. I mitten Danfiguren She Saihua i föreställningen Klanen Yang.

Pekingopera eller jingju (京剧, "huvudstadsteater") är den europeiska benämningen på en välkänd form av traditionell musikdramatik i Kina.

## Pekingoperans särart
Kännetecknande för jingju är ett hårt stiliserat uttryck där gestik, pantomim, sång och recitativ blandas. Två undergenrer avtecknar sig: den krigiska, akrobatiska Wu samt den konstfulla, poetiska Wen. Jämfört med sydkinesisk opera ter sig jingju högljudd, ofta med slaginstrument, gäll sång och det gälla instrumentet jinghu, en mindre variant av stränginstrumentet erhu. Såsom nationalopera med historisk utgångspunkt i Peking uppfattas ibland pekingopera som synonymt med kinesisk opera.
Operastyckenas handling bygger ofta på kinesiska myter, legender och historiska episoder. Det finns en fast uppsättning rolltyper. Till dessa hör Sheng, männen, dan, kvinnorna, chou, clownerna, och jing, de målade ansiktena.

## Det sceniska uttrycket
Överdådiga scenkostymer och starkt teatersmink bidrar till pekingoperans visuella uttryck. Dräktfärgerna uttrycker bland annat rollfigurernas rang. Endast kejsare är iförda gula dräkter medan högre ämbetsmän kläs i rött. Svarta kostymer reserveras för porträtterade skurkar och minuspersoner. Rollfigurernas egenskaper kommer även till uttryck genom gester, peruker och skägg. Att knappt någon rekvisita förekommer, laddar de få exponerade föremålen med symbolik. En båt representeras av en åra, en häst av en piska. Svarta fanor betyder hårda vindar och blå tygsjok symboliserar vatten.

## Pekingoperans historia
Pekingoperans födelse brukar dateras till 1790, då ensembler från Anhuiprovinsen uppträdde i Peking. Under 1800-talet smälte olika kinesiska teaterformer samman. Den dittills dominerande operaformen kunqu konkurrerades ut av Pekingoperan och konstformen spred sig över större delen av Kina. Fram till 1911 spelades samtliga roller av män. Därefter tilläts även kvinnor spela roller inom genren. Alla större kinesiska städer håller sig med egna ensembler för pekingopera. De klassiska operastyckenas arkaiska språk har med tiden blivit en stor utmaning. Sedan 1949 har librettot projiceras vid sidan om scenen för att underlätta för åhörarna. Det kinesiska kommunistpartiet använde efter maktövertagandet 1949 pekingoperan i propagandasyfte. De traditionella styckena fick inte uppföras eller censurerades. Under kulturrevolutionen lanserades en ny revolutionär pekingopera med en handling som skildrade klasskampen. På 1990-talet återtog den traditionella pekingoperan sin framskjutna position i kulturlivet.

## Pekingoperans artister
Mei Lanfang var en av de mest uppburna aktörerna inom genren. Mei var särskilt framstående i sin tolkning av kvinnoroller. Genom turnéer i utlandet blev Mei en av den traditionella kinesiska musikdramatikens viktigaste ambassadörer.